# Sebastiano Cipriani
Sebastiano Cipriani (Siena, 1660 circa – Roma, 4 dicembre 1738) è stato un architetto italiano.
Operò a Roma; fu autore di una cappella presso la basilica di Santa Maria degli Angeli e di una presso la chiesa di Santa Maria in Campitelli.

## Biografia

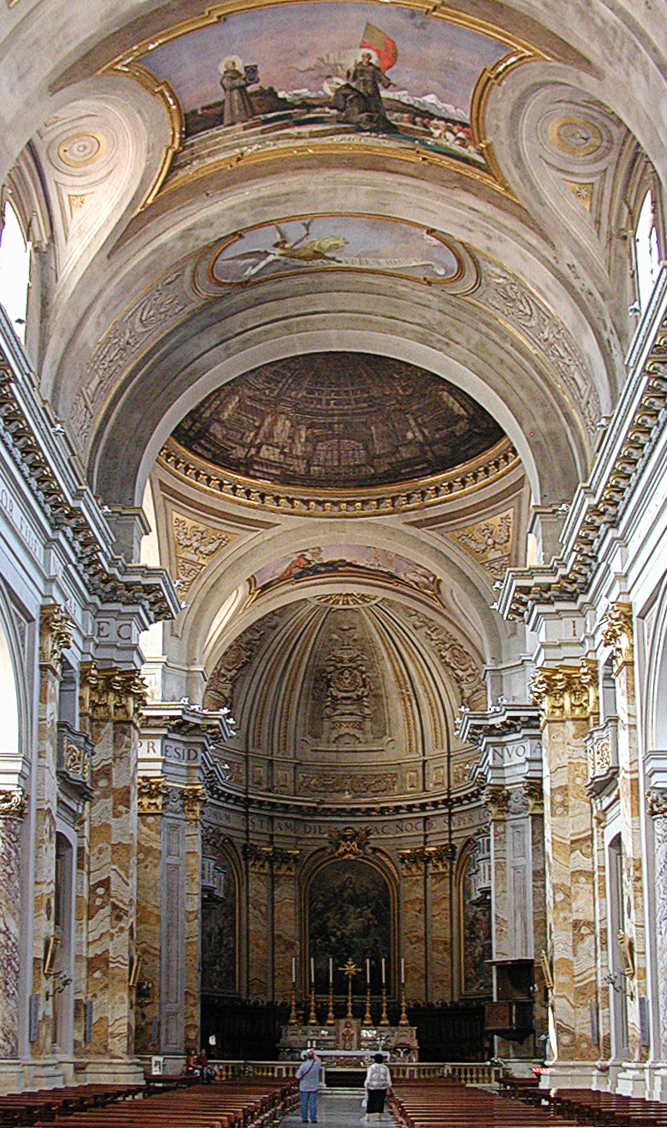
Interni del duomo di San Massimo, L'Aquila, prima del terremoto del 2009

Nacque a Siena e si trasferì a Roma nel 1683, per lavorare nello studio di Carlo Rainaldi. 
Ha lavorato con Rainaldi nel periodo 1686-1690, al completamento di Palazzo Mancini in Via del Corso a Roma. La sua proposta per l'altare principale della chiesa di Sant'Ignazio non fu approvata e venne invece scelta l'opera di Andrea Pozzo.
Cipriani ha aiutato a completare, insieme a Giovanni Battista Contini, l'Oratorio di San Filippo, a Macerata. Nel 1711 diresse i lavori di ricostruzione della cattedrale dei santi Massimo e Giorgio (il duomo), a L'Aquila.